# Biserica Sfântul Nicolae - Geartoglu din Târgoviște
Biserica Sfântul Nicolae - Geartoglu din Târgoviște este un monument istoric aflat pe teritoriul municipiului Târgoviște. În Repertoriul Arheologic Național, monumentul apare cu codul 65351.27. Stare bună de conservare.
Biserica a fost construită pe locul unei biserici de lemn, probabil în sec. XV sau la începutul sec. XVI, având în prima fază un naos dreptunghiular cu contraforți. Turnul clopotniței este realizat în timpul domniei lui Matei Basarab, în anul 1640.           
Biserica este refăcută în timpul domniei lui Constantin Brâncoveanu (1688 - 1714). După un incendiu din 1712, biserica rămâne în ruină și este reparată după 1777 de căminarul Gheorghe Geanolu, care cumpărase casele din jurul bisericii.
Aici a fost închis Tudor Vladimirescu, înainte de a fi dus la Mitropolie și ucis. În același an, 1821, biserica a fost jefuită și parțial distrusă de represaliile armatei otomane. 
Este acoperită și zugrăvită de clucerul Nichita Formac în 1828. În 1860 apare pridvorul de lemn și se desființează peretele dintre naos și pronaos, ultimul exemplu românesc de astfel de comunicare între aceste încăperi. Stilul este gotic târziu. Tot pe la 1860 este repictată de meșterii zugravi Hagi Avram și Luca.
În anul 1989, la biserica Geartoglu a fost descoperit unicul tezaur medieval de monede emise anterior anului 1394.
A fost părăsită până la mijlocul anilor 90, când a fost introdusă în Programul Național de Restaurare al Ministerului Culturii.  În perioada 1997-2014 un amplu proces de restaurare i-a redat edificiului aspectul de odinioară. 
Această biserică are 3 hramuri: "Sfântul Dimitrie" (1640), "Sfântul Nicolae" (1712) și "Sfântul Spiridon" (1860).